# Sân bay Narvik, Framnes
Sân bay Narvik, Framnes (tiếng Na Uy: Narvik lufthavn, Framnes; IATA: NVK, ICAO: ENNK) là một sân bay khu vực nằm ở Framnes tại Narvik, Na Uy. Nó được điều hành bởi đơn vị quốc doanh Avinor và có một đường băng dài 965 mét (3.166 foot) hướng 19/1 (gần Bắc-Nam). Các sân bay được phục vụ bởi Widerøe, hãng điều hành một đường bay theo nghĩa vụ dịch vụ công với Bodø. Narvik cũng được phục vụ bởi sân bay Harstad/Narvik, Evenes, có khả năng hoạt động của máy bay phản lực. Sân bay phục vụ 27.142 lượt hành khách trong năm 2012.